# Фанагорийская регрессия
Фанагорийская регрессия — спорная научная гипотеза, состоящая в том, что в античные времена уровень Чёрного моря был существенно ниже современного.
Гипотеза была сформулирована советскими учёными в 1950-х годах на основе того, что остатки значительного числа античных поселений на Чёрном море в настоящее время частично или полностью находятся под водой (Ольвия в Днепро-Бугском лимане, Херсонес в юго-западном Крыму, Фанагория и Патрей в Таманском заливе, Акра в Керченском проливе, а также, по-видимому, Мирмекий). Теория стала общепризнанной, несмотря на то, что связь между Чёрным и Средиземным морями в античности несомненно не прерывалась, а следов регрессии моря в Средиземноморье не обнаружено. Более того, регрессия привела бы к тому, что многие известные греческие поселения оказались бы далеко от воды, что противоречит известным принципам расселения греков. Противники гипотезы указывают, что причинами затопления античных поселений была тектоническая подвижка в структурах Керченско-Таманского прогиба.